# Jambolan
De jambolan (Syzygium cumini, synoniem:  Eugenia cumini) is een plant uit de mirtefamilie (Myrtaceae).
Het is een snelgroeiende, groenblijvende, tot 30 m hoge boom met vaak meerdere stammen en een brede kroon. De bladeren ruiken naar terpentijn en zijn tegenoverstaand, langwerpig-ovaal of elliptisch en 5-25 × 2,5-10 cm groot. Jonge bladeren zijn rozeachtig. Volgroeide bladeren zijn leerachtig, glanzend, donkergroen aan de bovenzijde, lichter groen aan de onderzijde en bezitten een gele middennerf. De bloemen groeien in 2,5-10 cm lange bloeiwijzen. Ze zijn geurend, circa 1,3 cm breed en 2,5 cm of meer lang. De bloem bestaat uit een trechtervormige kelk en vier of vijf vergroeide, aanvankelijk witte, later roze kroonbladeren die snel afvallen, waarna de talloze meeldraden achterblijven.
De vruchten groeien in trossen van een paar tot veertig stuks. Ze zijn rond of langwerpig en 1,3-5 cm lang. Gedurende het rijpingsproces verkleuren de vruchten van groen naar roze en vervolgens naar donkerpaars tot bijna zwart. De schil is glad en glanzend. Het vruchtvlees is paars of wit en erg sappig. De smaak varieert van zuur tot zoet. Het vruchtvlees omsluit gewoonlijk een enkel langwerpig, groen of bruin, tot 4 cm lang zaad. Er zijn echter ook vruchten die twee tot vijf zaden bevatten of zaadloos zijn.
De vruchten kunnen rauw uit de hand worden gegeten of worden verwerkt in taart, sauzen en jam. Ook kan er sap van worden gemaakt. In de volksgeneeskunde wordt een extract van de vruchten wel tegen diarree en maagproblemen gebruikt.
De jambolan komt van nature voor in India, Sri Lanka, Myanmar en de Andamanen. De plant is geïntroduceerd in tropische gebieden in Zuidoost-Azië, Australië, Zuid-Amerika, de Caraïben en Hawaï.

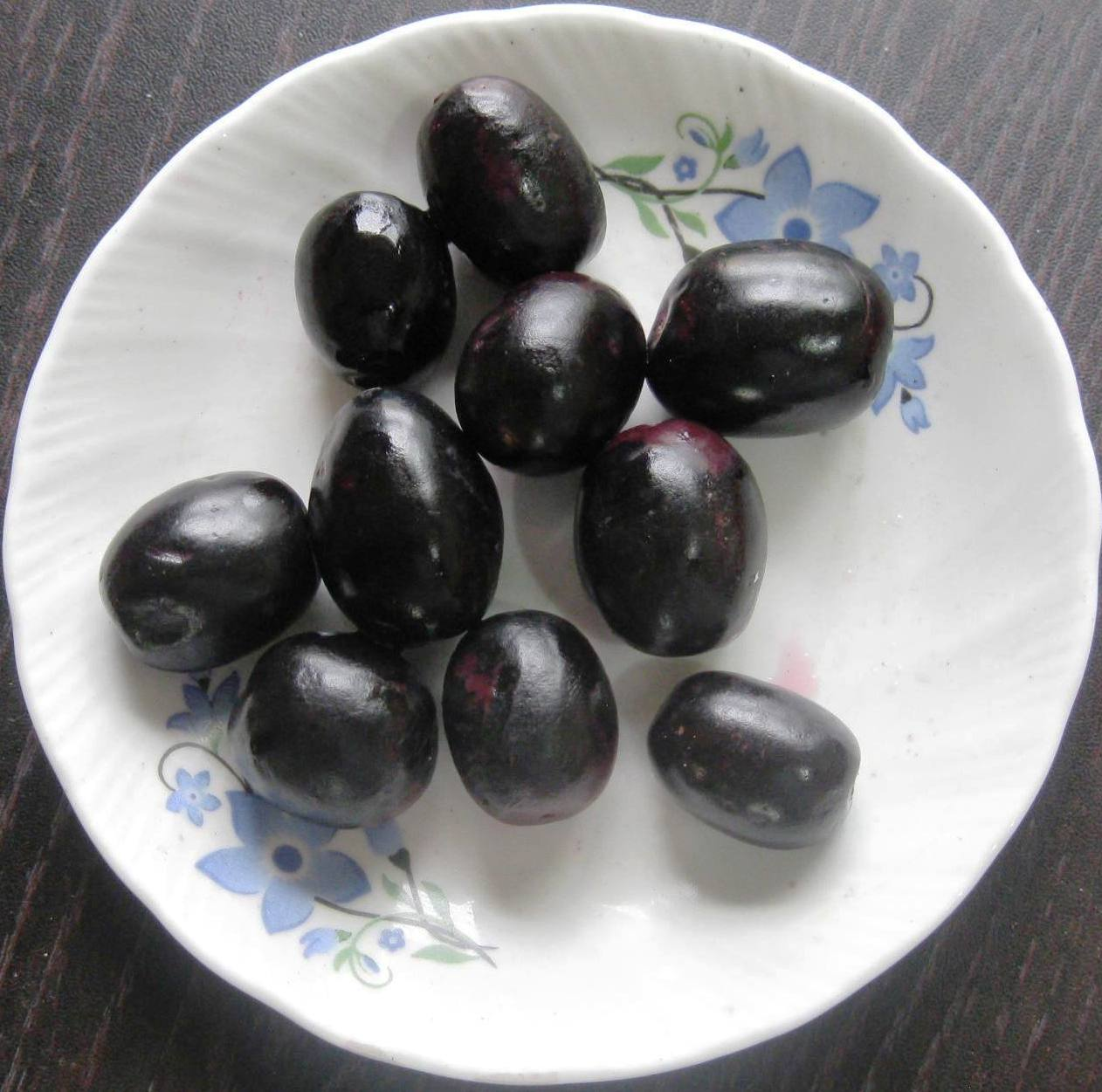
Jambolan fruit

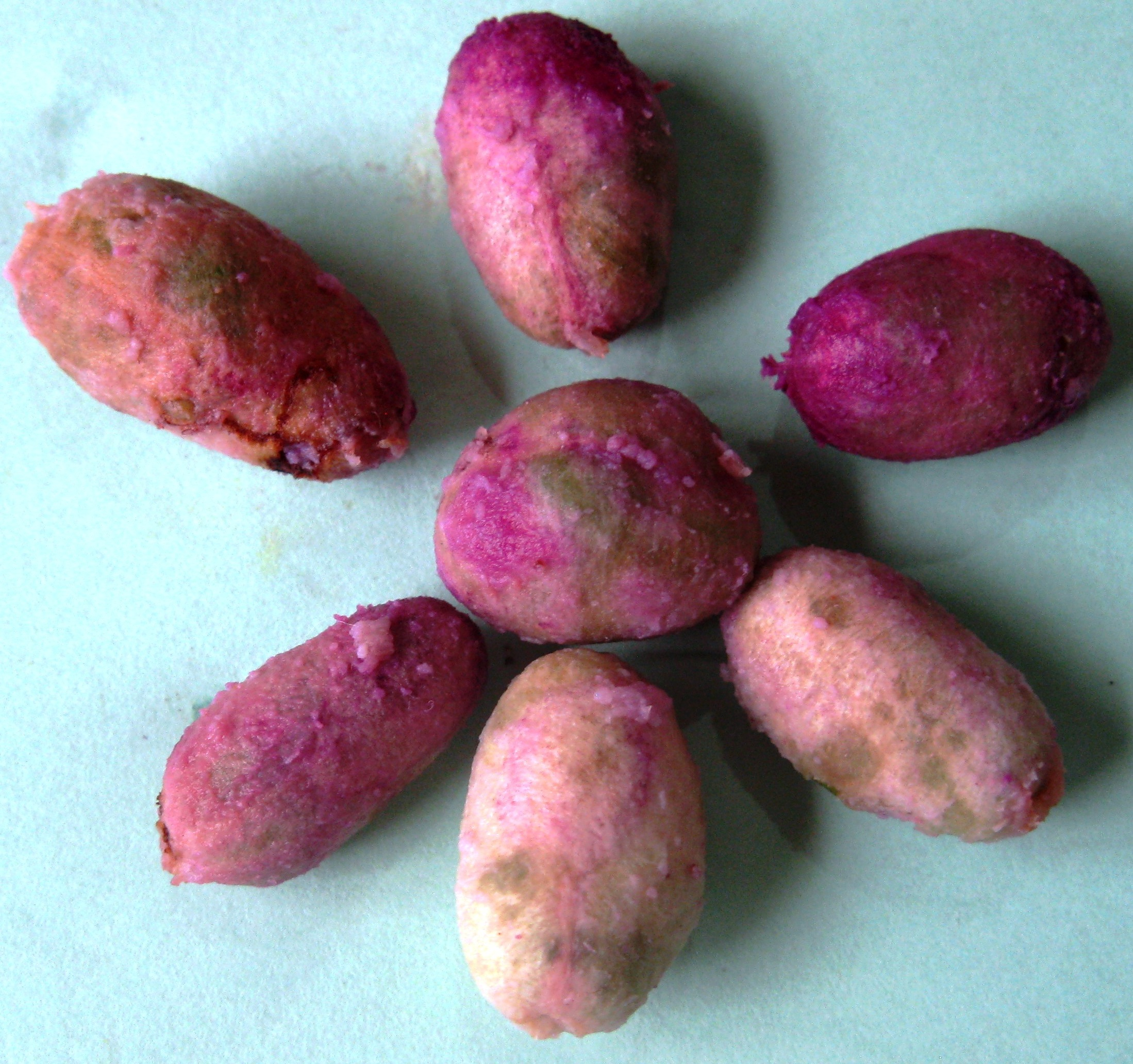
Jambolan zaden

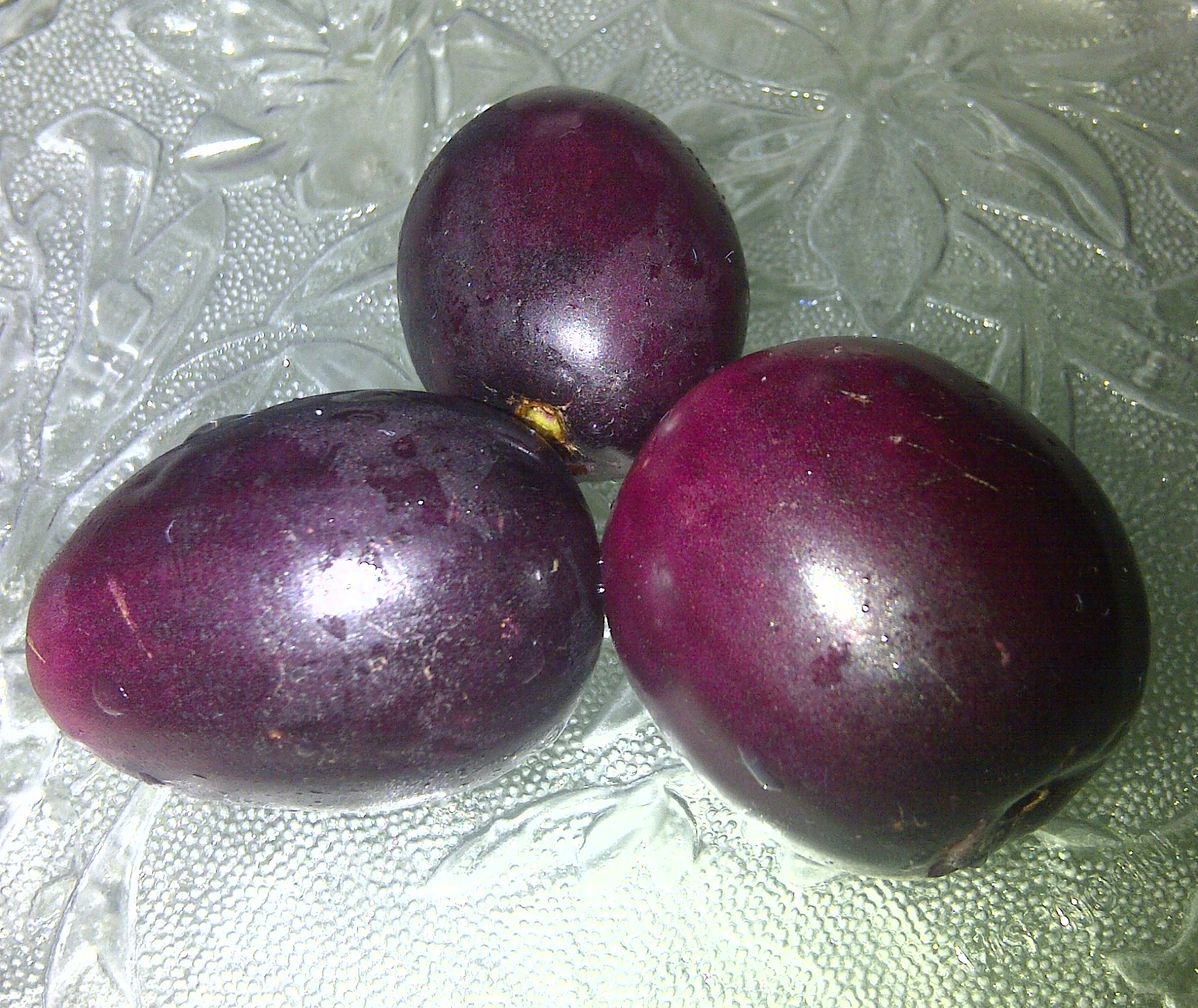
Jambolan Kohat Pakistan